# Библиография Эдгара Аллана По
Библиография Эдгара Аллана По включает два романа, две поэмы, одну пьесу, около 70 рассказов, 50 стихотворений и 10 эссе. При жизни писателя вышло 7 сборников его произведений: 4 поэтических и 3 прозаических. Будучи представителем американского романтизма, По писал в разнообразных жанрах, включая ужасы, приключения, фантастику (в том числе научную), детектив, сатиру, мистификацию. В массовой культуре По ассоциируется, в основном, со своими «страшными» рассказами, главными мотивами которых была смерть и события, её окружавшие. Широко известный как популяризатор готической литературы, По, однако, не являлся её родоначальником.
Литературная карьера Эдгара По началась в 1827 году с выходом поэтического сборника «„Тамерлан“ и другие стихотворения», изданного под псевдонимом «бостонец». Критики не обратили внимания на неизвестного автора, опубликовавшего свои первые стихотворения. В декабре 1829 года По выпустил сборник «„Аль-Аарааф“, „Тамерлан“ и малые стихотворения» и вскоре начал пробовать себя в прозе, опубликовав в 1832 году «Метценгерштейн». Самым успешным прозаическим произведением при жизни американского писателя стал «Золотой жук», победивший в конкурсе рассказов. За него По получил самый большой единовременный гонорар в своей карьере — 100 долларов. В «Необыкновенных приключениях некоего Ганса Пфааля» По заложил основы жанра научной фантастики, а вышедший в 1841 году рассказ «Убийство на улице Морг» принёс ему мировую славу родоначальника детективного жанра. Пик национальной славы По пришёлся на 1845 год, когда вышло его самое известное поэтическое произведение — стихотворение «Ворон».

## Стихотворения
| Год  | Название                                            | Оригинальное название                             | Первая публикация                                | Примечание                                                                                         |
| ---- | --------------------------------------------------- | ------------------------------------------------- | ------------------------------------------------ | -------------------------------------------------------------------------------------------------- |
| 1827 | «Тамерлан» (поэма)                                  | Tamerlane                                         | «„Тамерлан“ и другие стихотворения»              | [ 8 ]                                                                                              |
| 1827 | «Песня»                                             | Song                                              | «„Тамерлан“ и другие стихотворения»              | [ 9 ]                                                                                              |
| 1827 | «Имитация»                                          | Imitation                                         | «„Тамерлан“ и другие стихотворения»              | [ 8 ]                                                                                              |
| 1827 | «Сон»                                               | A Dream                                           | «„Тамерлан“ и другие стихотворения»              | [ 8 ]                                                                                              |
| 1827 | «Озеро»                                             | The Lake                                          | «„Тамерлан“ и другие стихотворения»              | [ 8 ]                                                                                              |
| 1827 | «Духи смерти»                                       | Spirits of the Dead                               | «„Тамерлан“ и другие стихотворения»              | [ 8 ]                                                                                              |
| 1827 | «Вечерняя звезда»                                   | Evening star                                      | «„Тамерлан“ и другие стихотворения»              | [ 8 ]                                                                                              |
| 1827 | «Мечты»                                             | Dreams                                            | «„Тамерлан“ и другие стихотворения»              | [ 10 ]                                                                                             |
| 1827 | «Стансы» («Мне в юности знаком был некто…»)         | Stanzas                                           | «„Тамерлан“ и другие стихотворения»              | [ 11 ]                                                                                             |
| 1827 | «Счастливейший день»                                | The Happiest Day                                  | The North American                               | [ 9 ]                                                                                              |
| 1829 | «К ручью»                                           | To The River ——                                   | «„Аль-Аарааф“, „Тамерлан“ и малые стихотворения» | [ 12 ]                                                                                             |
| 1829 | «К ***» («Та роща, где, в мечтах, — чудесней…»)     | To —— («The bowers whereat, in dreams, I see…»)   | «„Аль-Аарааф“, „Тамерлан“ и малые стихотворения» | [ 13 ]                                                                                             |
| 1829 | «К ***» («Прежняя жизнь передо мной…»)              | To —— («Should my early life seem…»)              | «„Аль-Аарааф“, „Тамерлан“ и малые стихотворения» | [ 13 ]                                                                                             |
| 1829 | «Романс»                                            | Romance                                           | «„Аль-Аарааф“, „Тамерлан“ и малые стихотворения» | [ 9 ]                                                                                              |
| 1829 | «Страна фей»                                        | Fairy-Land                                        | «„Аль-Аарааф“, „Тамерлан“ и малые стихотворения» | [ 9 ]                                                                                              |
| 1829 | «Сонет к науке»                                     | Sonnet — To science                               | «„Аль-Аарааф“, „Тамерлан“ и малые стихотворения» | [ 14 ]                                                                                             |
| 1829 | «Аль-Аарааф» (поэма)                                | Al Aaraaf                                         | «„Аль-Аарааф“, „Тамерлан“ и малые стихотворения» | [ 9 ]                                                                                              |
| 1831 | «К Елене»                                           | To Helen                                          | Сборник «Стихотворения»                          | [ 15 ]                                                                                             |
| 1831 | «Пэан»                                              | A Paean                                           | Сборник «Стихотворения»                          | [ 16 ]                                                                                             |
| 1831 | «Айрина»                                            | Irene                                             | Сборник «Стихотворения»                          | В 1845 году вышел переработанный вариант под названием «Спящая» (The Sleeper)                      |
| 1831 | «Город на море»                                     | The City in the Sea                               | Сборник «Стихотворения»                          | Первоначальное название — «Осужденный город» (The Doomed City)                                     |
| 1831 | «Долина Ниса»                                       | The Valley of Nis                                 | Сборник «Стихотворения»                          | В 1845 году вышел переработанный вариант под названием «Беспокойная долина» (The Valley of Unrest) |
| 1831 | «Израфель»                                          | Israfel                                           | Сборник «Стихотворения»                          | [ 16 ]                                                                                             |
| 1833 | «Энигма»                                            | Enigma                                            | Baltimore Saturday Visitor                       | [ 17 ]                                                                                             |
| 1833 | «Колизей»                                           | The Coliseum                                      | Baltimore Saturday Visitor                       | [ 18 ]                                                                                             |
| 1833 | «Одной в раю»                                       | To One in Paradise                                | Godey's Lady's Book                              | [ 12 ]                                                                                             |
| 1835 | «Гимн»                                              | Hymn                                              | Southern Literary Messenger                      | Впервые появилось в составе рассказа «Морелла»                                                     |
| 1835 | «В альбом»                                          | Lines Written in an Album                         | Southern Literary Messenger                      | В 1845 году переиздано под названием «К Ф**с О**д» (To F——s O——d)                                  |
| 1837 | «Свадебная баллада»                                 | Bridal Ballad                                     | Southern Literary Messenger                      | Первоначальное название — «Баллада»                                                                |
| 1837 | «К Занте»                                           | To Zante                                          | Southern Literary Messenger                      | [ 14 ]                                                                                             |
| 1839 | «Непокойный замок»                                  | The Haunted Palace                                | American Museum                                  | В том же году было включено в рассказ «Падение дома Ашеров»                                        |
| 1840 | «Молчание»                                          | Silence—A Sonnet                                  | Saturday Courier                                 | [ 22 ]                                                                                             |
| 1843 | «Червь-победитель»                                  | The Conqueror Worm                                | Graham's Magazine                                | [ 23 ]                                                                                             |
| 1843 | «Линор»                                             | Lenore                                            | The Pioneer                                      | [ 24 ]                                                                                             |
| 1844 | «Страна снов»                                       | Dream-Land                                        | Graham's Magazine                                | [ 23 ]                                                                                             |
| 1845 | «К Ф***» («Любимая! меж всех уныний…»)              | To F—— («Beloved! amid the earnest woes…»)        | Broadway Journal                                 | Предыдущие названия: «К Марии», «К той, которая ушла»                                              |
| 1845 | «Лелли»                                             | Eulalie                                           | American Review: A Whig Journal                  | [ 25 ]                                                                                             |
| 1845 | «Ворон»                                             | The Raven                                         | American Review: A Whig Journal                  | [ 26 ]                                                                                             |
| 1846 | «Валентина»                                         | A Valentine                                       | Evening Mirror                                   | [ 27 ]                                                                                             |
| 1847 | «К М. Л. Ш.»                                        | To M. L. S.——                                     | The Home Journal                                 | [ 15 ]                                                                                             |
| 1847 | «Улялюм»                                            | Ulalume                                           | American Whig Review                             | [ 28 ]                                                                                             |
| 1848 | «Марии-Луизе»                                       | To Marie Louise                                   | Columbian Magaine                                | [ 29 ]                                                                                             |
| 1848 | «Энигма»                                            | An Enigma                                         | Union Magazine of Literature and Art             | [ 28 ]                                                                                             |
| 1848 | «К Елене» («Тебя я видел раз, лишь раз; шли годы…») | To Helen («I saw thee once—once only—years ago…») | Sartain's Union Magazine                         | [ 15 ]                                                                                             |
| 1849 | «Сон во сне»                                        | A Dream Within A Dream                            | The Flag of Our Union                            | [ 28 ]                                                                                             |
| 1849 | «Эльдорадо»                                         | Eldorado                                          | The Flag of Our Union                            | [ 30 ]                                                                                             |
| 1849 | «К Энни»                                            | For Annie                                         | The Flag of Our Union                            | [ 28 ]                                                                                             |
| 1849 | «Моей матери»                                       | To My Mother                                      | The Flag of Our Union                            | [ 12 ]                                                                                             |
| 1849 | «Аннабель Ли»                                       | Annabel Lee                                       | New York Daily Tribune                           | Опубликованы после смерти По                                                                       |
| 1849 | «Колокола»                                          | The Bells                                         | Sartain's Union Magazine                         | Опубликованы после смерти По                                                                       |

## Рассказы
| Год  | Название                                             | Оригинальное название                              | Первая публикация                                     | Жанр                                    | Примечание                                                                                       |
| ---- | ---------------------------------------------------- | -------------------------------------------------- | ----------------------------------------------------- | --------------------------------------- | ------------------------------------------------------------------------------------------------ |
| 1832 | «Метценгерштейн»                                     | Metzengerstein                                     | Philadelphia Saturday Courier                         | ужасы, сатира                           | Впервые опубликован анонимно, с подзаголовком «В подражание немецкому»                           |
| 1832 | «Герцог де Л'Омлет»                                  | The Duc de L'Omelette                              | Philadelphia Saturday Courier                         | сатира                                  | Первоначальное название — The Duke of l'Omelette                                                 |
| 1832 | «На стенах иерусалимских»                            | A Tale of Jerusalem                                | Philadelphia Saturday Courier                         | сатира                                  | [ 33 ]                                                                                           |
| 1832 | «Без дыхания»                                        | Loss of Breath                                     | Philadelphia Saturday Courier                         | сатира                                  | Первоначальное название — «Существенная потеря» (A Decided Loss)                                 |
| 1832 | «Бон-Бон»                                            | Bon-Bon                                            | Philadelphia Saturday Courier                         | сатира                                  | Первоначальное название — «Несостоявшаяся сделка» (The Bargain Lost)                             |
| 1833 | «Рукопись, найденная в бутылке»                      | MS. Found in a Bottle                              | Baltimore Saturday Visiter                            | приключения                             | [ 34 ]                                                                                           |
| 1834 | «Свидание»                                           | The Assignation                                    | Godey's Lady's Book                                   | ужасы                                   | Первоначальное название — The Visionary                                                          |
| 1835 | «Береника»                                           | Berenice                                           | Southern Literary Messenger                           | ужасы                                   | [ 19 ]                                                                                           |
| 1835 | «Морелла»                                            | Morella                                            | Southern Literary Messenger                           | ужасы                                   | [ 19 ]                                                                                           |
| 1835 | «Знаменитость»                                       | Lionizing                                          | Southern Literary Messenger                           | сатира                                  | [ 19 ]                                                                                           |
| 1835 | «Необыкновенное приключение некоего Ганса Пфааля»    | The Unparalleled Adventure of One Hans Pfaall      | Southern Literary Messenger                           | приключения, фантастика                 | [ 19 ]                                                                                           |
| 1835 | «Король Чума»                                        | King Pest                                          | Southern Literary Messenger                           | ужасы, сатира                           | Первоначальное название — King Pest the First                                                    |
| 1835 | «Тень»                                               | Shadow—A Parable                                   | Southern Literary Messenger                           | ужасы                                   | Опубликован анонимно                                                                             |
| 1836 | «Четыре зверя в одном (Человек-жираф)»               | "Four Beasts in One—The Homo-Cameleopard           | Southern Literary Messenger                           | сатира                                  | Первоначальное название — Epimanes                                                               |
| 1837 | «Мистификация»                                       | Mystification                                      | American Monthly Magazine                             | сатира                                  | Первоначальное название — Von Jung, the Mystific                                                 |
| 1838 | «Молчание» / «Тишина. Притча»                        | Silence—A Fable                                    | Baltimore Book                                        | сатира                                  | Первоначальное название — Siope—A Fable                                                          |
| 1838 | «Лигейя»                                             | Ligeia                                             | Baltimore American Museum                             | ужасы                                   | Переиздан 15 февраля 1845 года, со включенным в текст стихотворением «Червь-победитель»          |
| 1838 | «Как писать рассказ для «Блэквуда»»                  | How to Write a Blackwood Article                   | Baltimore American Museum                             | пародия, сатира                         | Использован в качестве вступления к рассказу «Трагическое положение»                             |
| 1838 | «Трагическое положение»                              | A Predicament                                      | Baltimore American Museum                             | пародия, сатира                         | Первоначальное название — «Коса времени» (The Scythe of Time)                                    |
| 1839 | «Чёрт на колокольне»                                 | The Devil in the Belfry                            | Saturday Chronicle and Mirror of the Times            | сатира                                  | [ 41 ]                                                                                           |
| 1839 | «Человек, которого изрубили в куски»                 | The Man That Was Used Up                           | Burton's Gentleman's Magazine                         | сатира                                  | [ 42 ]                                                                                           |
| 1839 | «Падение дома Ашеров»                                | The Fall of the House of Usher                     | Burton's Gentleman's Magazine                         | ужасы                                   | [ 43 ]                                                                                           |
| 1839 | «Вильям Вильсон»                                     | William Wilson                                     | The Gift: A Christmas and New Year's Present for 1840 | ужасы                                   | [ 44 ]                                                                                           |
| 1839 | «Разговор Эйроса и Хармионы»                         | The Conversation of Eiros and Charmion             | Burton's Gentleman's Magazine                         | научная фантастика, апокалиптика        | [ 44 ]                                                                                           |
| 1840 | «Почему французик носит руку на перевязи»            | Why the Little Frenchman Wears His Hand in a Sling | Сборник «Гротески и арабески»                         | комедия                                 | [ 45 ]                                                                                           |
| 1840 | «Делец»                                              | The Business Man                                   | Burton's Gentleman's Magazine                         | сатира                                  | Первоначальное название — Peter Pendulum                                                         |
| 1840 | «Человек толпы»                                      | The Man of the Crowd                               | Graham's Magazine                                     | ужасы                                   | [ 46 ]                                                                                           |
| 1841 | «Убийство на улице Морг»                             | The Murders in the Rue Morgue                      | Graham's Magazine                                     | детектив                                | [ 6 ]                                                                                            |
| 1841 | «Низвержение в Мальстрём»                            | A Descent into the Maelström                       | Graham's Magazine                                     | приключения                             | [ 45 ]                                                                                           |
| 1841 | «Остров Феи»                                         | The Island of the Fay                              | Graham's Magazine                                     | фантастика                              | [ 45 ]                                                                                           |
| 1841 | «Беседа Моноса и Уны»                                | The Colloquy of Monos and Una                      | Graham's Magazine                                     | научная фантастика                      | [ 47 ]                                                                                           |
| 1841 | «Не закладывай черту своей головы»                   | Never Bet the Devil Your Head                      | Graham's Magazine                                     | сатира                                  | Подзаголовок — «Сказка с моралью»                                                                |
| 1841 | «Элеонора»                                           | Eleonora                                           | The Gift for 1842                                     | мистика                                 | [ 49 ]                                                                                           |
| 1841 | «Три воскресенья на одной неделе»                    | Three Sundays in a Week                            | Saturday Evening Post                                 | комедия                                 | Первоначальное название — A Succession of Sundays                                                |
| 1842 | «Овальный портрет»                                   | The Oval Portrait                                  | Graham's Magazine                                     | ужасы                                   | Первоначальное название — «В смерти жизнь» (Life in Death)                                       |
| 1842 | «Маска Красной смерти»                               | The Masque of the Red Death                        | Graham's Magazine                                     | ужасы                                   | Первоначальное название — The Mask of the Red Death                                              |
| 1842 | «Тайна Мари Роже»                                    | The Mystery of Marie Rogêt                         | Snowden's Ladies' Companion                           | детектив                                | Издан с подзаголовком — «Продолжение „Убийства на улице Морг“»                                   |
| 1842 | «Колодец и маятник»                                  | The Pit and the Pendulum                           | The Gift: A Christmas and New Year's Present          | ужасы                                   | [ 54 ]                                                                                           |
| 1843 | «Сердце-обличитель»                                  | The Tell-Tale Heart                                | The Pioneer                                           | ужасы                                   | [ 55 ]                                                                                           |
| 1843 | «Золотой жук»                                        | The Gold-Bug                                       | Dollar Newspaper                                      | приключения, детектив                   | [ 56 ]                                                                                           |
| 1843 | «Чёрный кот»                                         | The Black Cat                                      | United States Saturday Post                           | ужасы                                   | [ 57 ]                                                                                           |
| 1843 | «Надувательство как точная наука»                    | Diddling                                           | Philadelphia Saturday Courier                         | пародия                                 | Первоначальное название — Raising the Wind; or, Diddling Considered as One of the Exact Sciences |
| 1844 | «Очки»                                               | The Spectacles                                     | Dollar Newspaper                                      | пародия                                 | [ 59 ]                                                                                           |
| 1844 | «Повесть Крутых гор»                                 | A Tale of the Ragged Mountains                     | Godey's Lady's Book                                   | научная фантастика, приключения         | [ 59 ]                                                                                           |
| 1844 | «Преждевременное погребение»                         | The Premature Burial                               | Dollar Newspaper                                      | ужасы                                   | [ 60 ]                                                                                           |
| 1844 | «Месмерическое откровение»                           | Mesmeric Revelation                                | Columbian Magazine                                    | научная фантастика                      | [ 61 ]                                                                                           |
| 1844 | «Продолговатый ящик»                                 | The Oblong Box                                     | Godey's Lady's Book                                   | ужасы                                   | [ 62 ]                                                                                           |
| 1844 | «Ангел необъяснимого»                                | The Angel of the Odd                               | Columbian Magazine                                    | комедия                                 | Подзаголовок — An Extravaganza                                                                   |
| 1844 | «Ты еси муж, сотворивый сие!»                        | Thou Art the Man                                   | Godey's Lady's Book                                   | сатира, детектив                        | [ 62 ]                                                                                           |
| 1844 | «Литературная жизнь Какваса Тама, эсквайра»          | The Literary Life of Thingum Bob, Esq.             | Southern Literary Messenger                           | комедия                                 | [ 62 ]                                                                                           |
| 1844 | «Похищенное письмо»                                  | The Purloined Letter                               | The Gift: A Christmas and New Year's Present          | детектив                                | [ 64 ]                                                                                           |
| 1845 | «Тысяча вторая сказка Шехерезады»                    | The Thousand-and-Second Tale of Scheherazade       | Godey's Lady's Book                                   | комедия                                 | Писался в качестве продолжения «Тысячи и одной ночи»                                             |
| 1845 | «Разговор с мумией»                                  | Some Words with a Mummy                            | American Review: A Whig Journal                       | сатира                                  | [ 66 ]                                                                                           |
| 1845 | «Могущество слов»                                    | The Power of Words                                 | Democratic Review                                     | научная фантастика                      | [ 67 ]                                                                                           |
| 1845 | «Бес противоречия»                                   | The Imp of the Perverse                            | Graham's Magazine                                     | научная фантастика                      | [ 68 ]                                                                                           |
| 1845 | «Система доктора Смоля и профессора Перро»           | The System of Doctor Tarr and Professor Fether     | Graham's Magazine                                     | сатира                                  | [ 69 ]                                                                                           |
| 1845 | «Правда о том, что случилось с мистером Вальдемаром» | The Facts in the Case of M. Valdemar               | The American Review                                   | ужасы, научная фантастика, мистификация | Первоначальное название — The Facts of M. Valdemar's Case                                        |
| 1846 | «Сфинкс»                                             | The Sphinx                                         | Arthur's Ladies Magazine                              | сатира                                  | [ 71 ]                                                                                           |
| 1846 | «Бочонок амонтильядо»                                | The Cask of Amontillado                            | Godey's Lady's Book                                   | ужасы                                   | [ 72 ]                                                                                           |
| 1847 | «Поместье Арнгейм»                                   | The Domain of Arnheim                              | Columbian Lady's and Gentleman's Magazine             | скетч                                   | Переработанный рассказ The Landscape Garden                                                      |
| 1849 | «Mellonta Tauta»                                     | Mellonta Tauta                                     | Flag of Our Union                                     | научная фантастика, мистификация        | [ 74 ]                                                                                           |
| 1849 | «Прыг-Скок»                                          | Hop-Frog                                           | Flag of Our Union                                     | ужасы                                   | Подзаголовок — Or, The Eight Chained Ourangoutangs                                               |
| 1849 | «Фон Кемпелен и его открытие»                        | Von Kempelen and His Discovery                     | Flag of Our Union                                     | мистификация                            | [ 28 ]                                                                                           |
| 1849 | «Как была набрана одна газетная заметка»             | X-ing a Paragrab                                   | Flag of Our Union                                     | комедия                                 | [ 75 ]                                                                                           |
| 1849 | «Домик Лэндора»                                      | Landor's Cottage                                   | Flag of Our Union                                     | скетч                                   | Первоначальное название — Landor's Cottage: A Pendant to 'The Domain of Arnheim'                 |

## Другие произведения

### Эссе

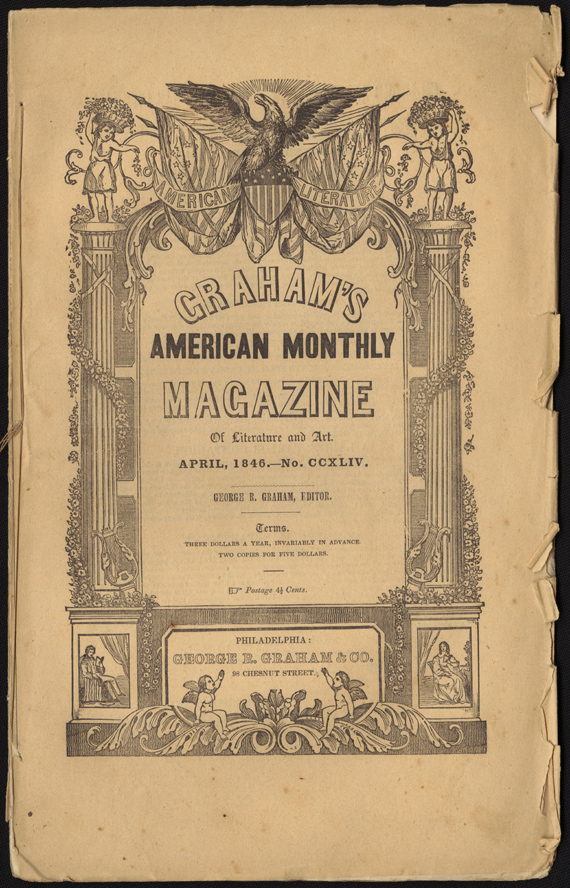
Титульный лист «Журнала Грэма», содержащего «Философию творчества» По

| Год  | Название                     | Оригинальное название         | Первая публикация             | Примечание |
| ---- | ---------------------------- | ----------------------------- | ----------------------------- | ---------- |
| 1836 | «Шахматный автомат Мельцеля» | Maelzel's Chess Player        | Southern Literary Messenger   | [ 77 ]     |
| 1840 | «Философия обстановки»       | The Philosophy of Furniture   | Burton's Gentleman's Magazine | [ 78 ]     |
| 1841 | «Несколько слов о тайнописи» | A Few Words on Secret Writing | Graham's Magazine             | [ 79 ]     |
| 1844 | «Лось. Утро на Виссахиконе»  | Morning on the Wissahiccon    | The Opal                      | [ 58 ]     |
| 1844 | «История с воздушным шаром»  | The Balloon-Hoax              | The Sun                       | [ 80 ]     |
| 1846 | «Философия творчества»       | The Philosophy of Composition | Graham's Magazine             | [ 28 ]     |
| 1848 | «Эврика. Поэма в прозе»      | Eureka: A Prose Poem          | Wiley & Putnam                | [ 81 ]     |
| 1848 | «Теория стиха»               | The Rationale of Verse        | Southern Literary Messenger   | [ 82 ]     |
| 1848 | «Поэтический принцип»        | The Poetic Principle          | Southern Literary Messenger   | [ 28 ]     |

### Романы

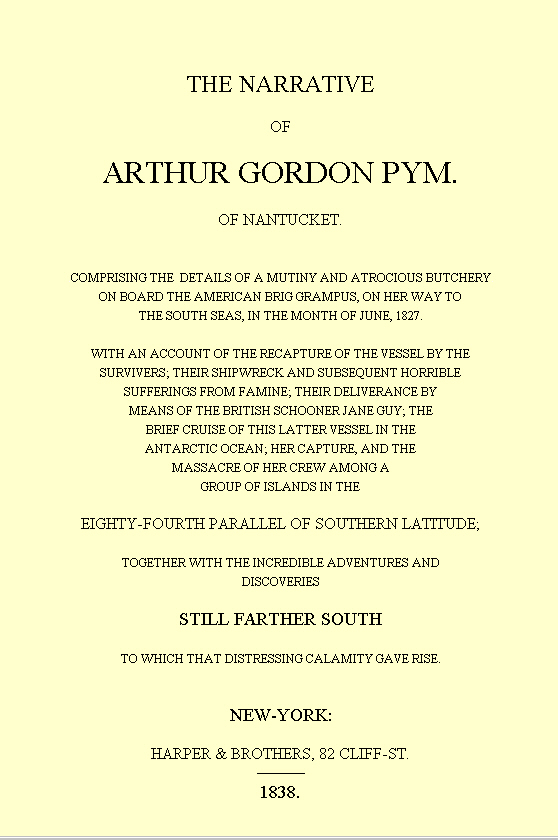
Титульный лист первого полного издания «Повести о приключениях Артура Гордона Пима»

- «Повесть о приключениях Артура Гордона Пима» (англ. The Narrative of Arthur Gordon Pym of Nantucket) — первые две части вышли в январе-феврале 1837 года в Southern Literary Messenger, полностью издана в июле 1838 года[83]
- «Дневник Джулиуса Родмена» (англ. The Journal of Julius Rodman) — первые шесть частей вышли в первой половине 1840 года в Burton's Gentleman's Magazine, не закончена[84]

### Пьесы
- «Полициан» (англ. Politian) — первые две части выходили с декабря 1835 по январь 1836 года в Southern Literary Messenger; не закончена

### Прочее
- «Первая книга конхиолога» — справочник, изданный в 1839 году. Эдгар По указан как автор, хотя он только написал введение и перевёл иллюстрации[40]
- «Маяк» — последний рассказ По, начатый в 1849 году, но не завершённый[85]

## Сборники
В списке представлены только прижизненные сборники По, изданные при его участии.
- «„Тамерлан“ и другие стихотворения» — 1827 год, под псевдонимом «бостонец»[9]
- «„Аль-Аарааф“, „Тамерлан“ и малые стихотворения» — 1829 год[9]
- «Стихотворения» — 1831 год[86]
- «Гротески и арабески» — декабрь 1839 года[87]
- «The Prose Romances» — 1843 год[88]
- «Рассказы» — 1845 год[89]
- «Ворон и другие стихотворения» — 1845 год[90]